# ラフリー (自動車メーカー)
ラフリー (Laffly) は、かつてフランスに存在した自動車メーカーである。フランスで最も初期に設立された自動車メーカーの一つであり、消防車や軍用車両の開発・製造で知られている。

## 歴史
ラフリーは1849年に設立され、消防設備や道路建設機械の開発を行っていた。1898年に初めて乗用車（ラフリー・モデルA）を製作。1912年から商用車（消防車や道路清掃車）の生産を開始した。
1920年代には様々な積載容量のトラックの生産を始め、フランス軍にもトラックを納品するようになった。1930年代になるとフランス軍向けの装輪車（砲牽引車や偵察車両など）を開発した。これらの装輪車は、オフロード走行性を高めるためフロントバンパー部に小径の補助タイヤを装備している事が特徴であった。ラフリーは小規模なメーカーであったため、軍用車や消防車の量産は協力関係にあったオチキス社でも行われた。
第二次世界大戦後の1952年、ラフリーは採算性悪化のため事業を停止しルノーに吸収された。また、一部の従業員はベルリエに移籍した。

## 製品の例

### 乗用車

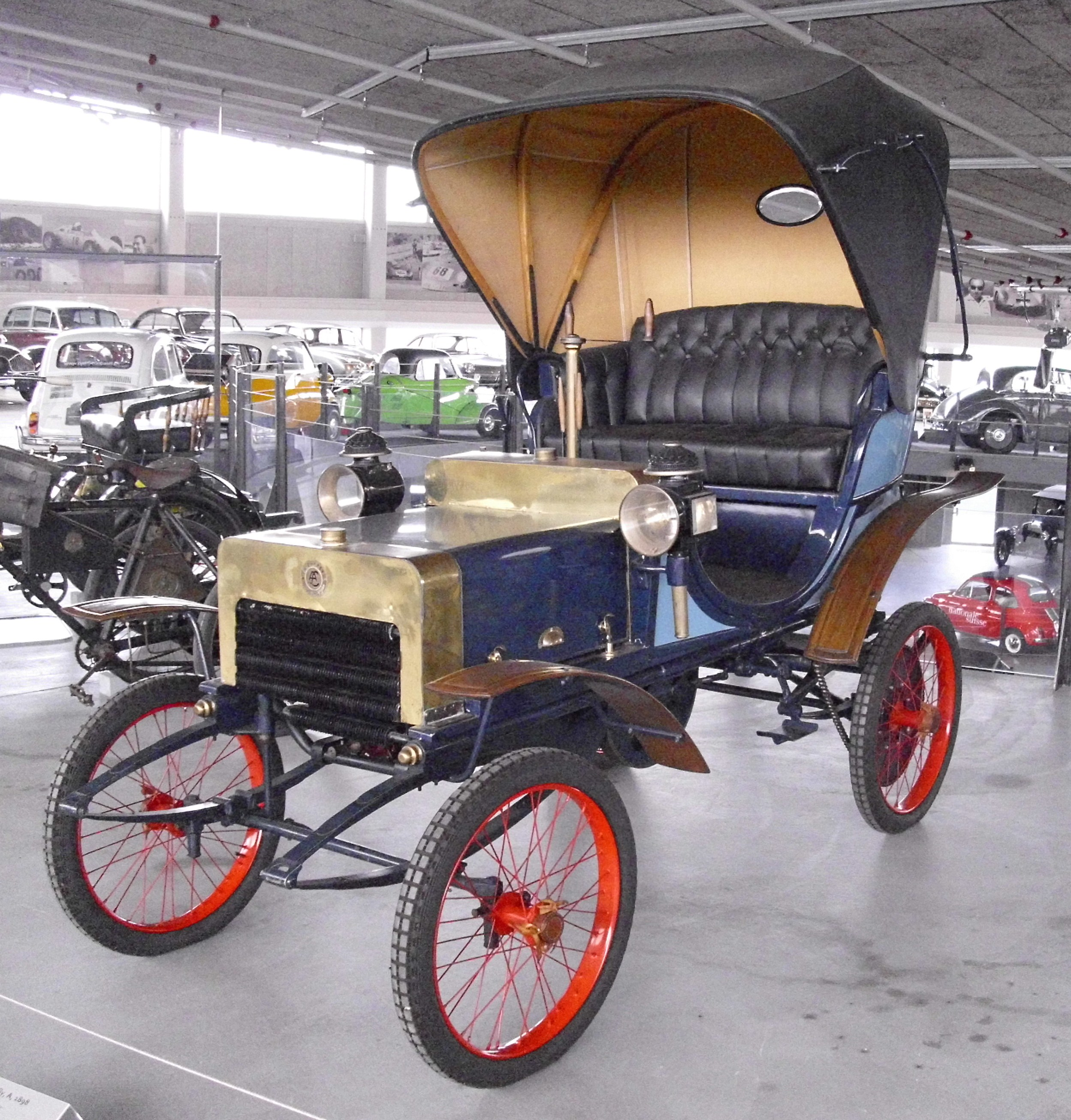
ラフリー モデルA（1898年）

### 消防車・商用車

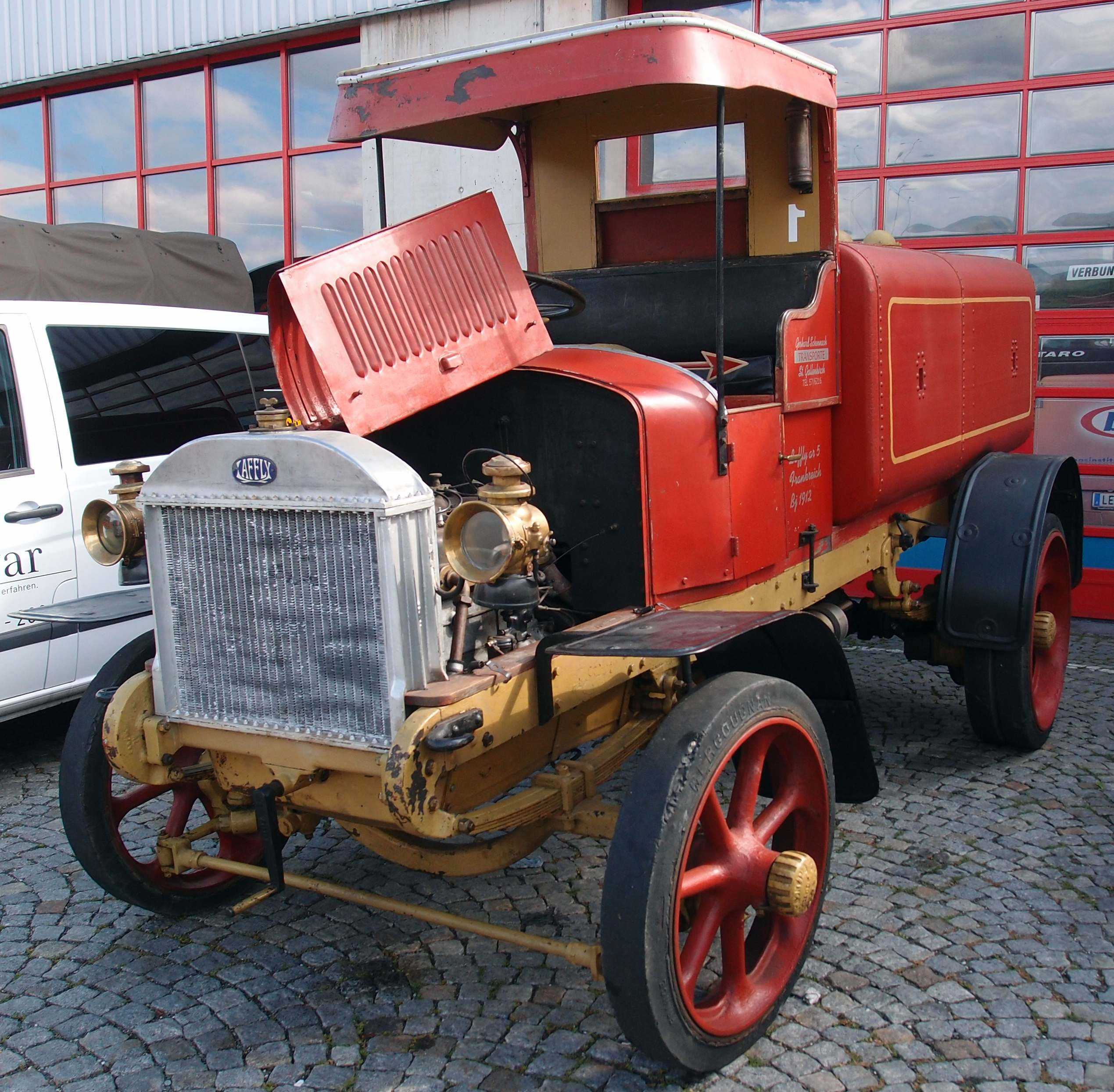
ラフリー AR 5（1912年）
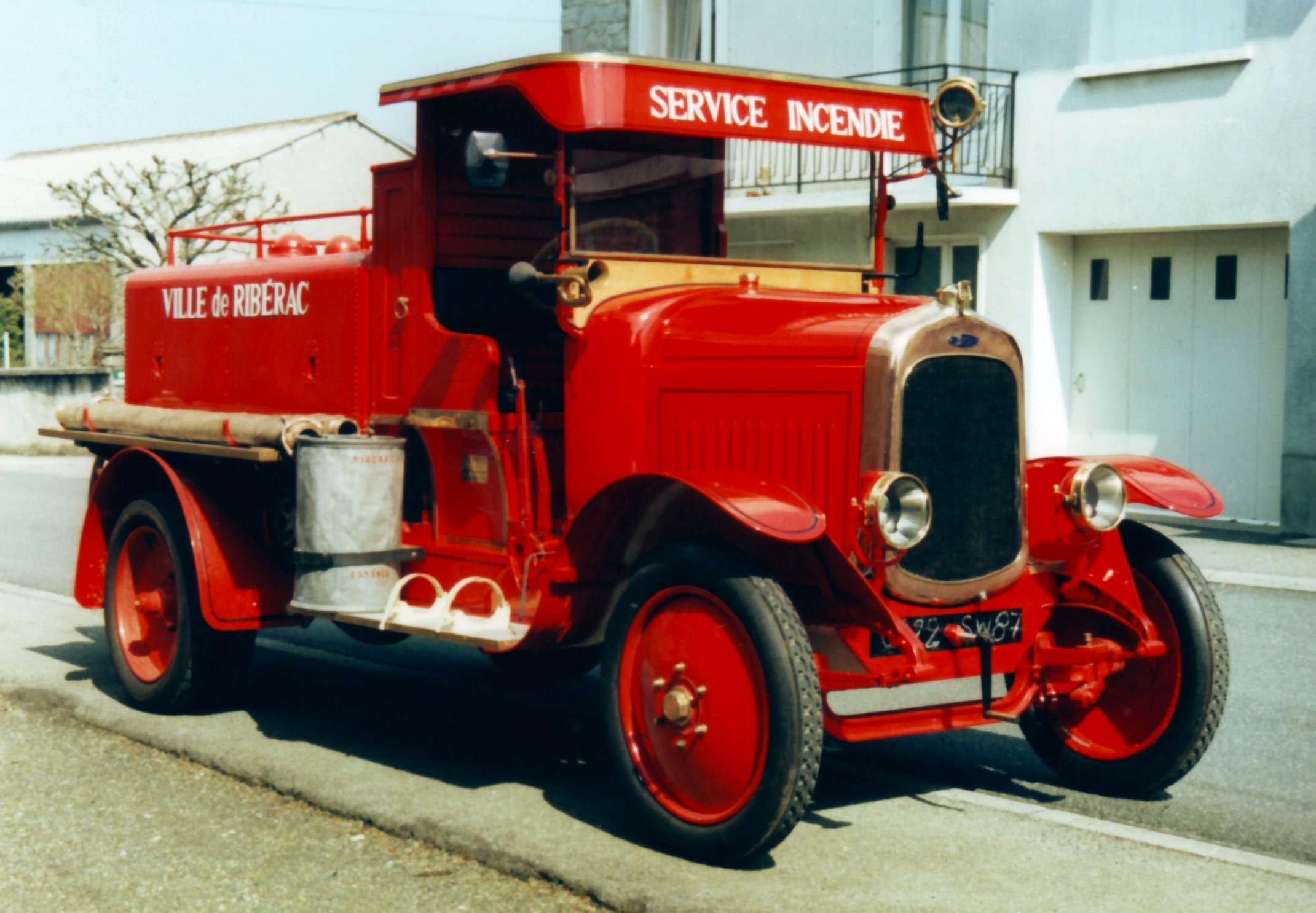
ラフリー LV（1923年）
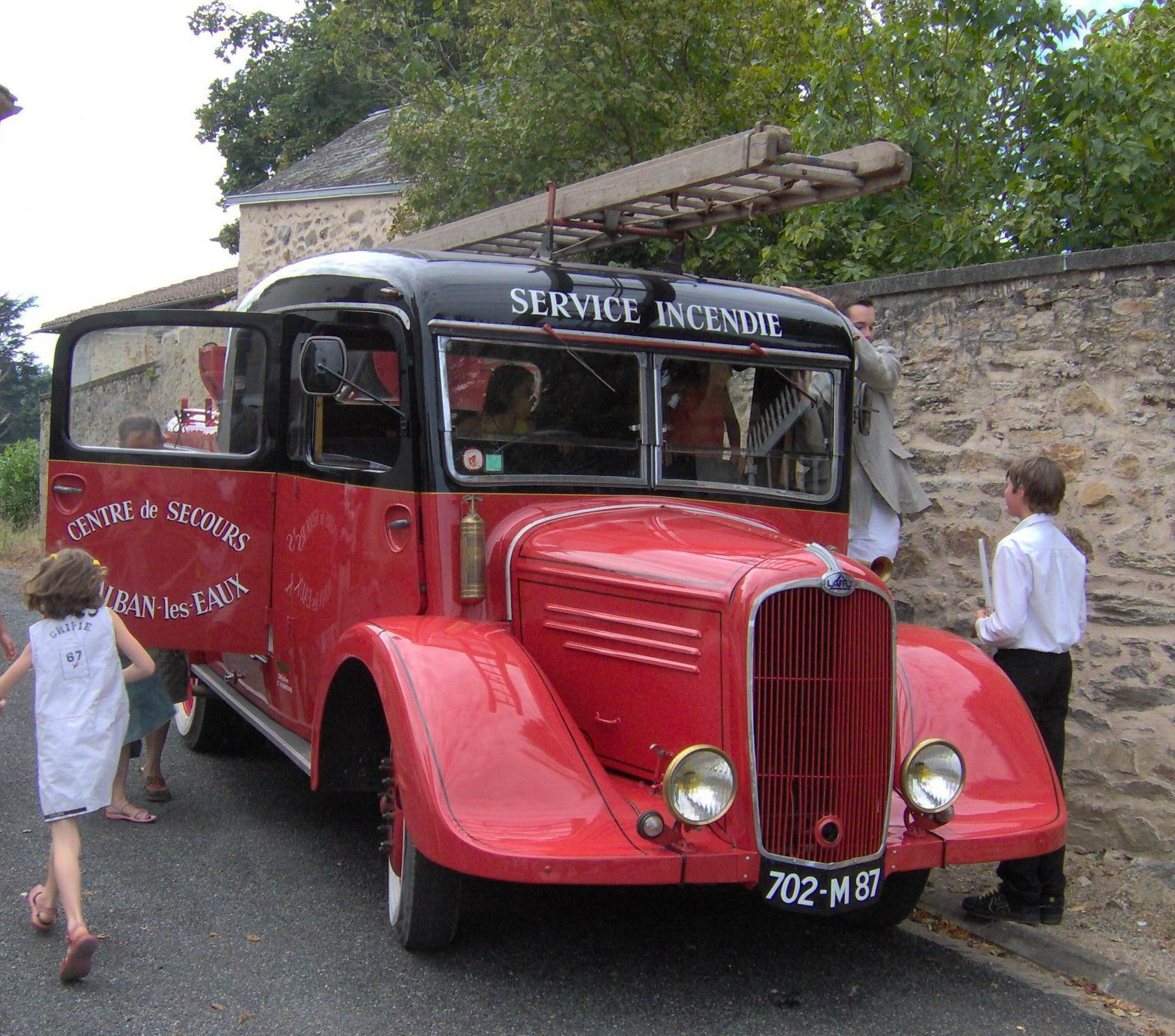
ラフリー BSRC3（1938年）

### 軍用車両

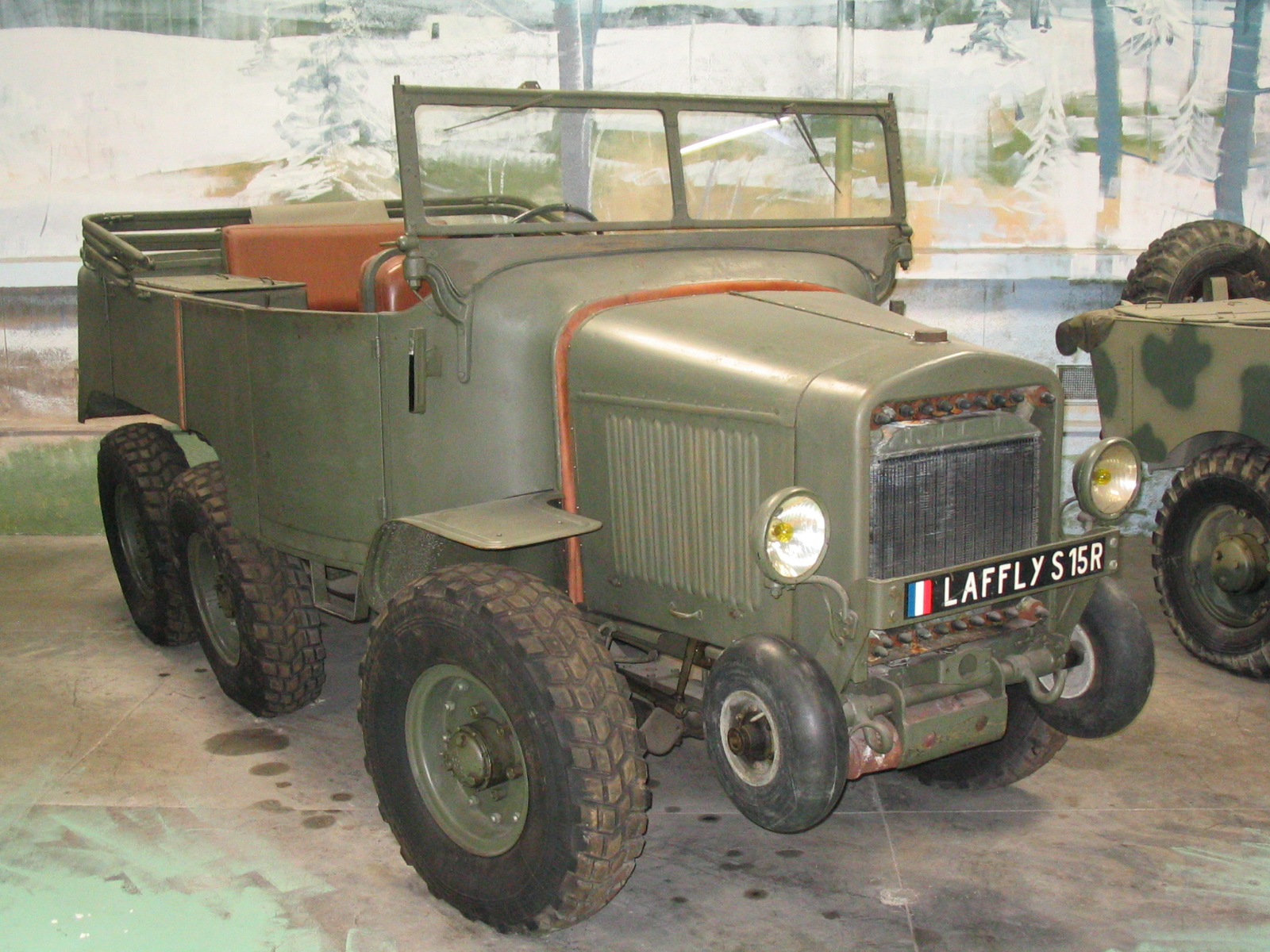
ラフリー S15（1934年）
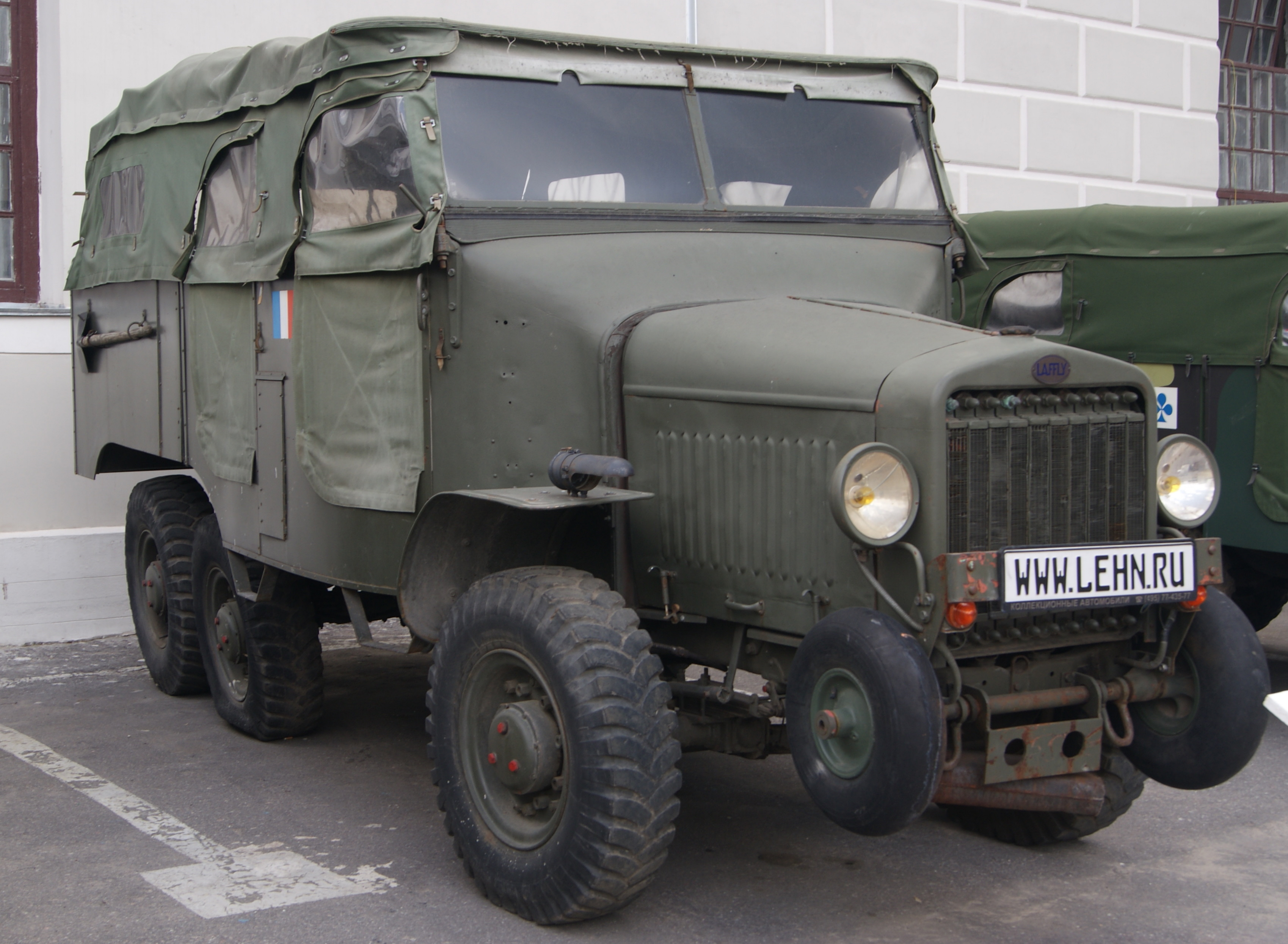
ラフリー S20（1937年）
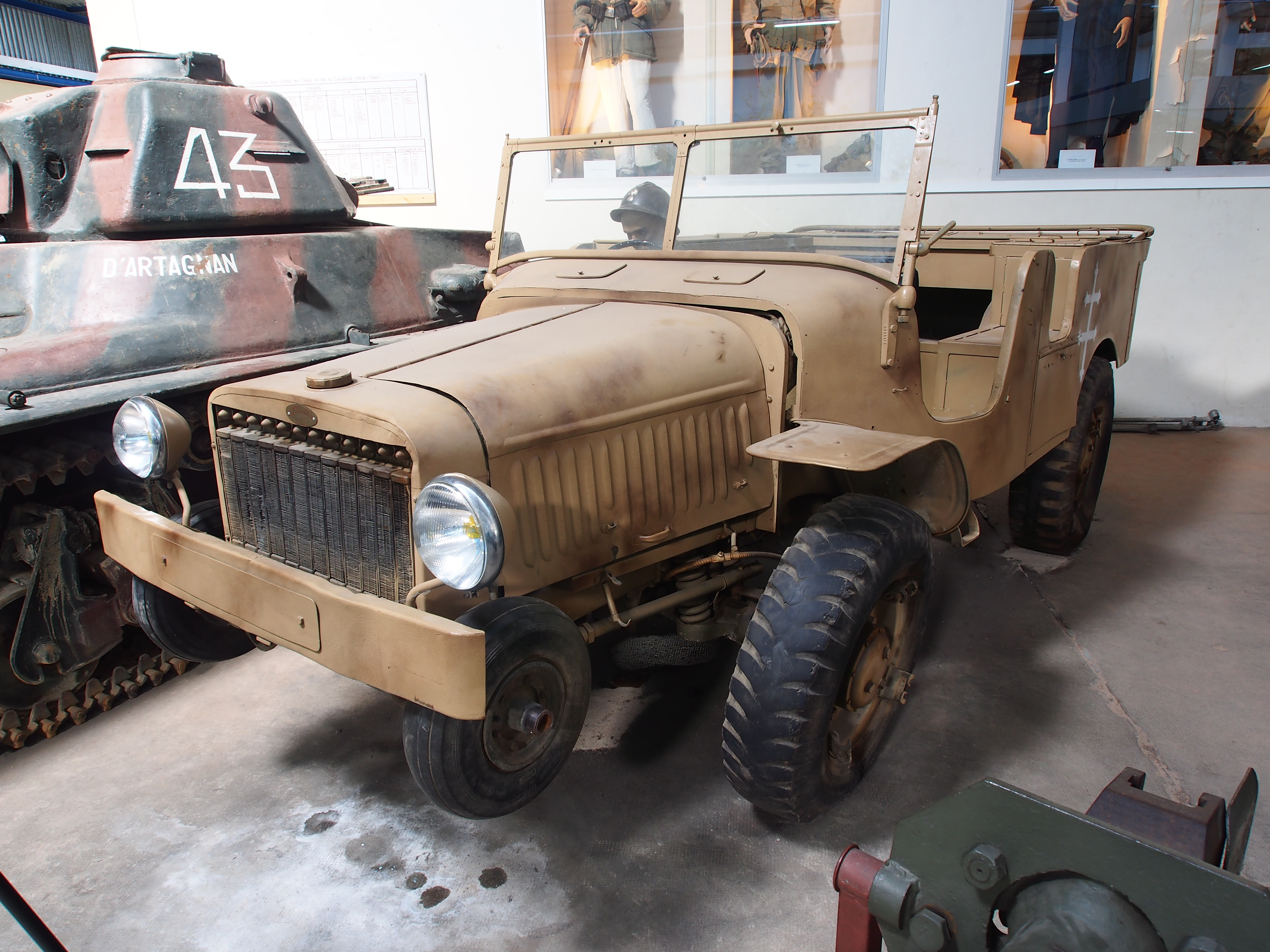
ラフリー V15（1938年）
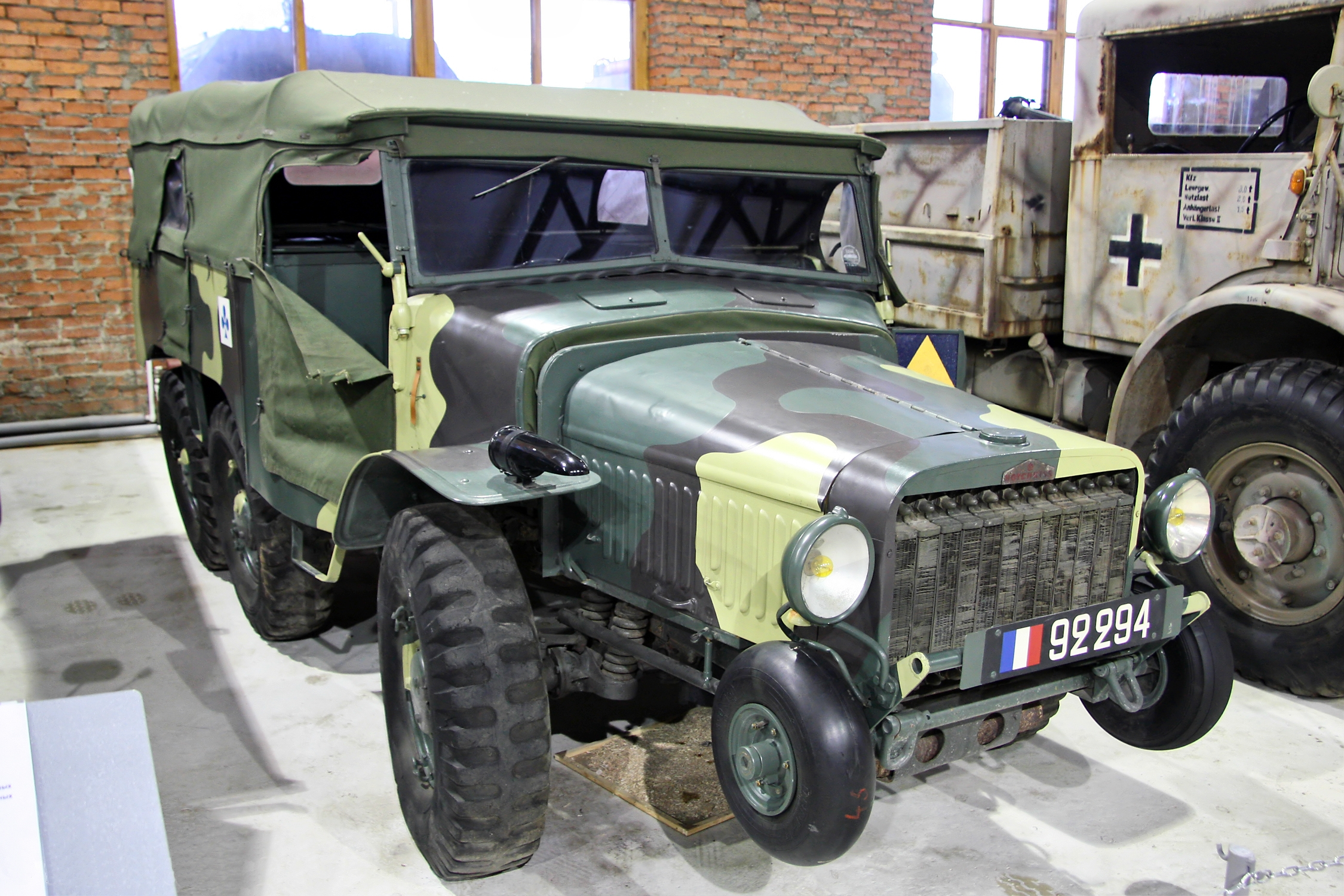
ラフリー W15（1938年）

### 装甲車両

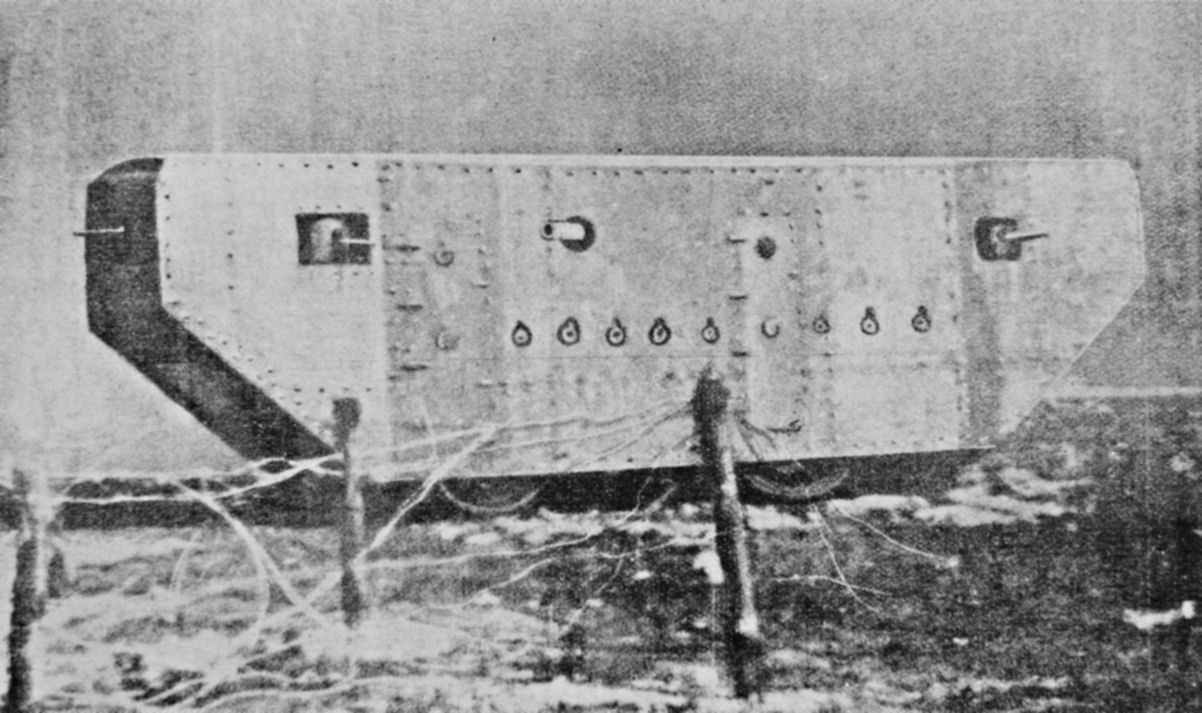
フロー・ラフリー装甲ローラー（1915年）
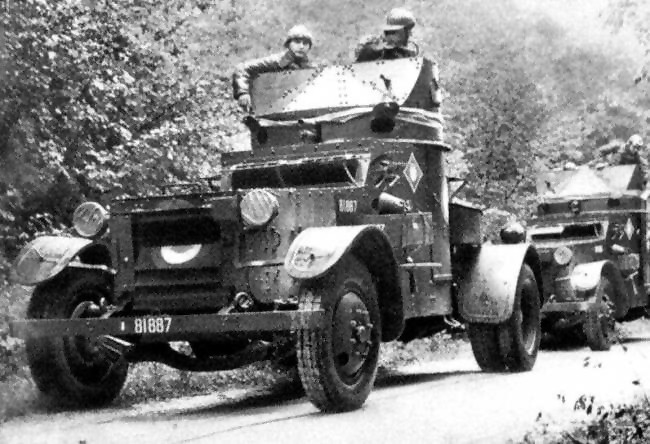
ラフリー 50 AM（1932年）
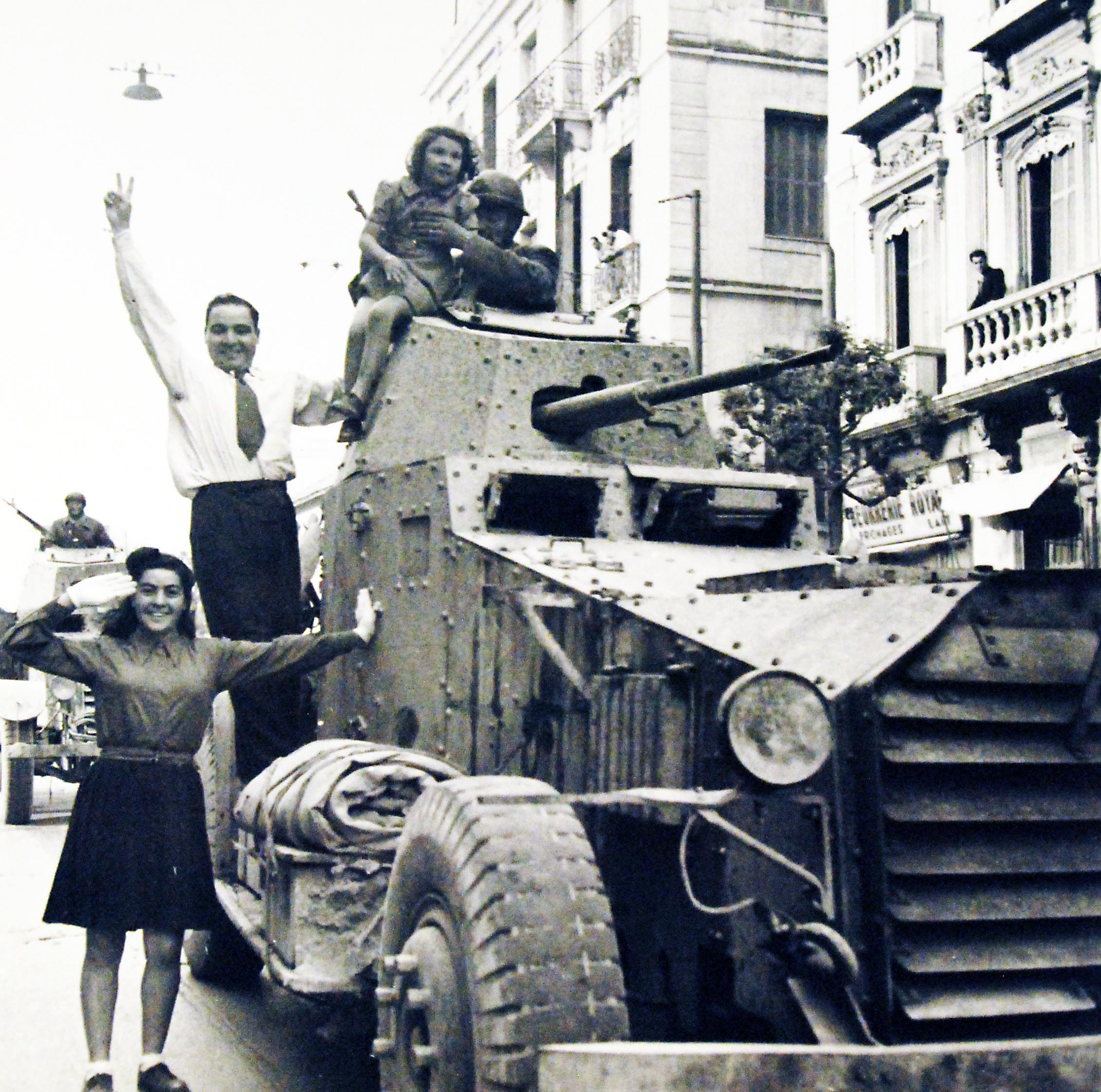
ラフリー 80 AM（1934年）